# Ховринская больница
Ховринская больница, Ховринская заброшенная больница (ХЗБ, Ховринка, «Амбрелла», «Нимостор») — бывший недостроенный медицинский комплекс в районе Ховрино на севере Москвы (Клинская улица), снесённый в 2018 году.

## История

### Строительство
Строительство многопрофильной больницы на 1300 коек началось в 1980 году по нестандартному для тех лет проекту архитекторов И. Ядрова, А. Саукке, И. Косниковой, К. К. Князевой, А. Моисеенко, Н. Б. Покровской и конструкторов И. А. Цфаса, Е. Антонова, В. Пайкова, Л. Крылышкиной. Несмотря на то, что через пять лет в корпуса начали ставить сантехнику, завозить мебель и оборудование, строительство приостановили. В 1992 году стройку окончательно заморозили.
Среди версий остановки строительства называлась нехватка финансирования, но наиболее вероятной причиной стало то, что ещё во время возведения началась неравномерная осадка здания. Больницу начали строить на болотистой местности, где ранее не было построек: прямо на русле реки Лихоборки, заключённой в трубу. Проблемные грунты или неправильная осушка болота привели к тому, что ещё на этапе строительства подвалы здания стали затапливаться грунтовыми водами, появлялись трещины. К 2017 году корпуса ушли под воду на двенадцать метров и продолжали опускаться.

### Заброшенное здание

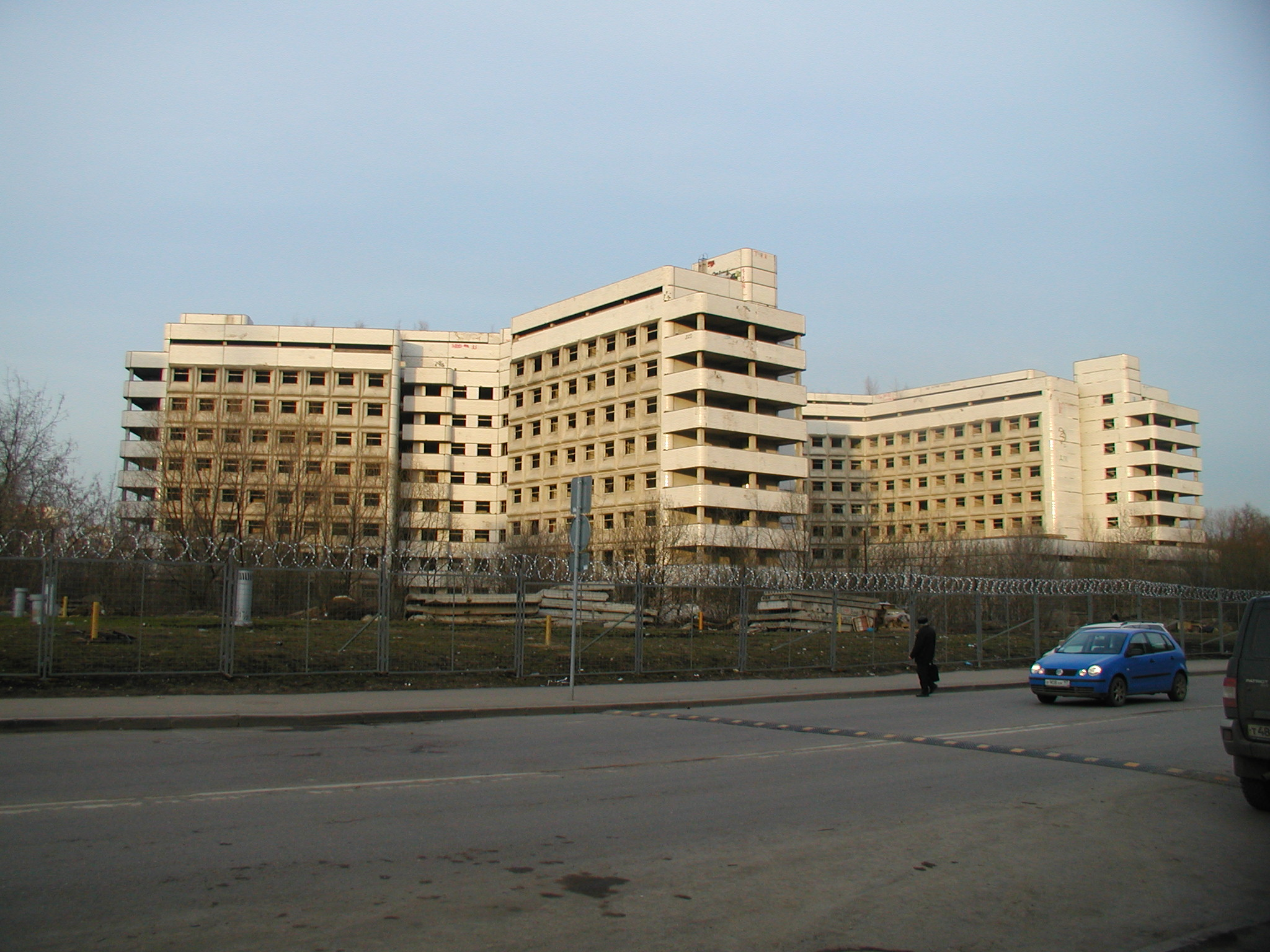
Здание и территория в 2008 году

Более 30 лет больница была заброшенным объектом и привлекала сталкеров-любителей, о ней ходили различные городские легенды. Недостроенное многоэтажное здание долгое время было предметом судебных разбирательств, рассматривались проекты по завершению строительства. Объект площадью 100 тыс. м² стоял на участке в 2,4 га.
К 2004 году закончился имущественный спор между ФГУП «ВПК-Технотэкс», которое претендовало на здание, и департаментом имущества Москвы; спор выиграл город. Согласно распоряжению Правительства Москвы от 23 ноября 2004 года № 2353-РП предполагалось возобновить работы по укреплению существующих конструкций и дальнейшее строительство объекта. Тендер выиграл «Медстройинвест», но планы так и не были реализованы.
Огромное заброшенное строение притягивало к себе сталкеров, туристов-экстремалов, пейнтболистов и подростков. Здание охранялось до начала 1990-х годов, затем почти два десятилетия за ним не следили. Только в 2009 году «Ховринку» обнесли забором с колючей проволокой и ненадолго выставили охрану. Постоянная охрана появилась в 2011 году, но территория комплекса большая, поэтому объект был довольно доступен.
Больница неоднократно была местом преступлений. Кроме нападений с целью ограбления, в ХЗБ было совершено несколько убийств. В 1990 году на территории больницы была убита девушка, в 2015 году нашли связанного и повешенного мужчину. Известно по крайней мере об одном случае самоубийства: в 2005 году 16-летний подросток спрыгнул в шахту лифта с восьмого этажа из-за неразделённой любви.
Однако основной причиной обращения «посетителей» ХЗБ в медучреждения являлся травматизм по неосторожности: визитёры не замечали провалы в межэтажных перекрытиях, причинами травм становились провисшие лестничные марши, висящие плиты, осыпающиеся стены между помещениями и торчащая арматура. Только за первое полугодие 2011 года 12 подростков попали в больницы с разными травмами и ещё один погиб, упав в шахту лифта.
О больнице ходили ничем не подтверждённые слухи, распространявшиеся в интернете. Также существует наиболее известная легенда о секте сатанистов «Нимостор» или «Немостор», которая якобы совершала в больнице ритуальные убийства людей и животных, но была погребена в подвалах после битвы с милицией. В реальности ничего подобного не происходило, однако название «Нимостор» начало ассоциироваться с больницей; в ней встречались граффити с этим словом.

### Снос

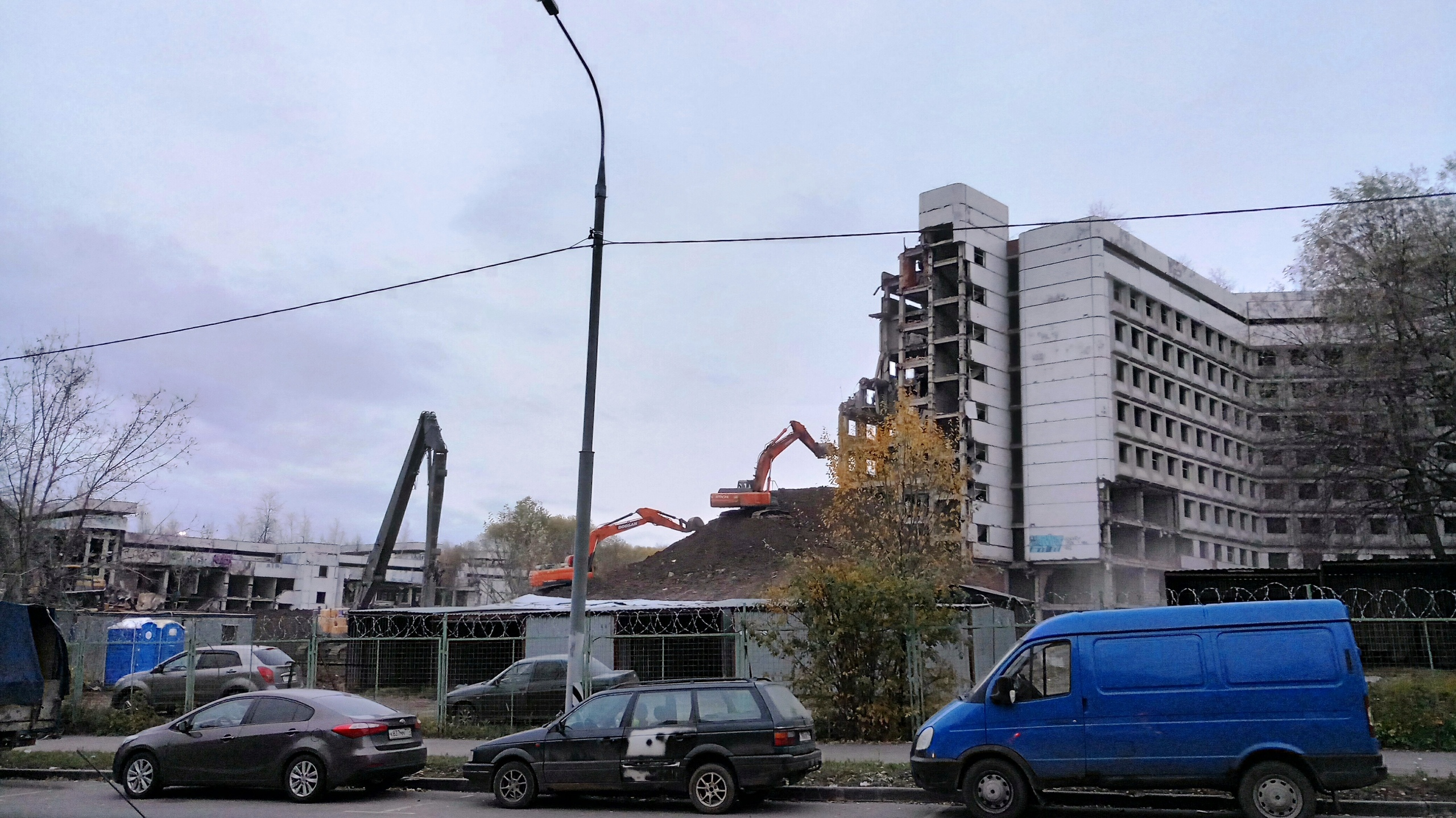
Снос Ховринской больницы, 27 октября 2018 года

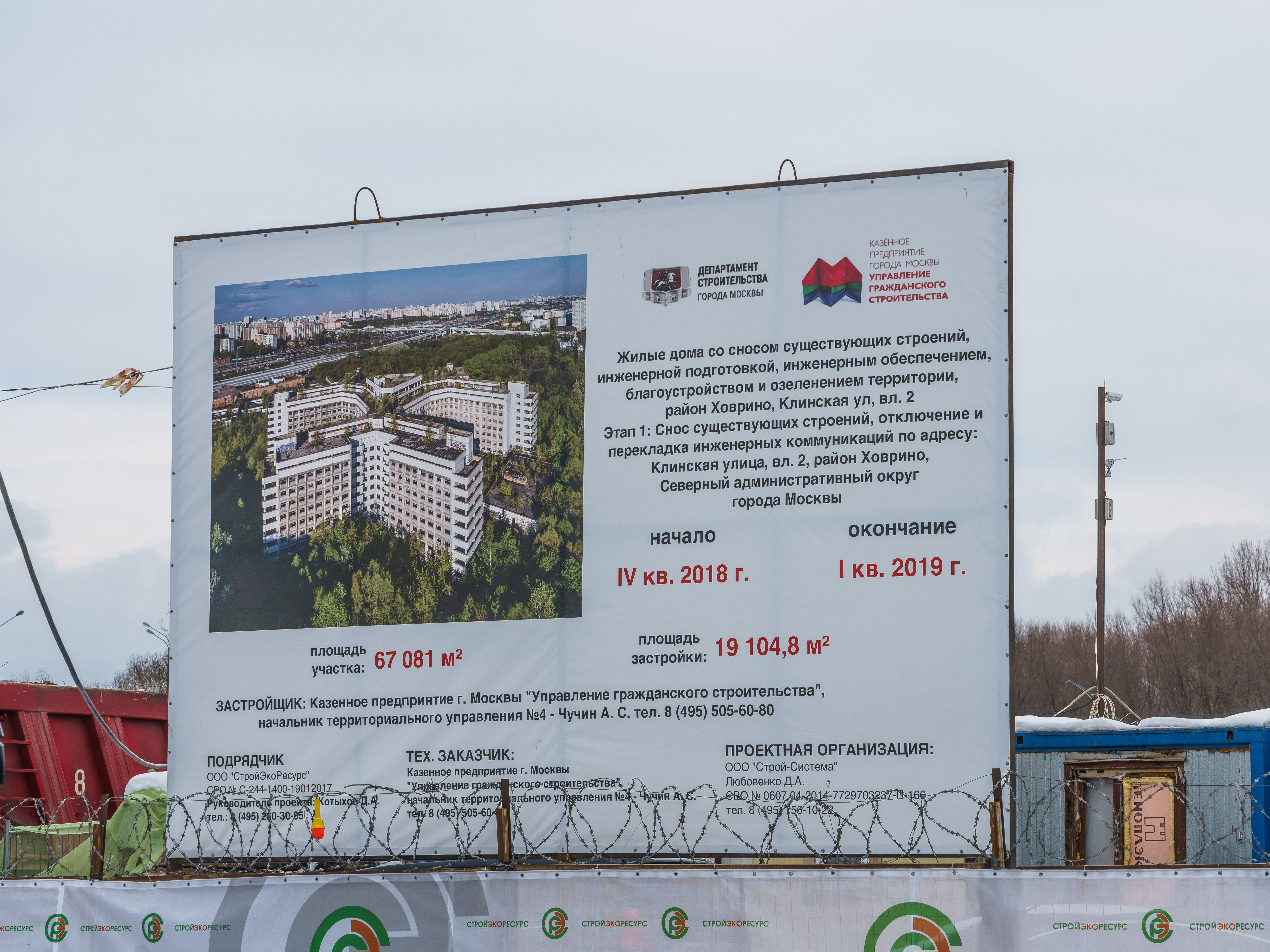
Информационный плакат у места сноса, 18 января 2019 года

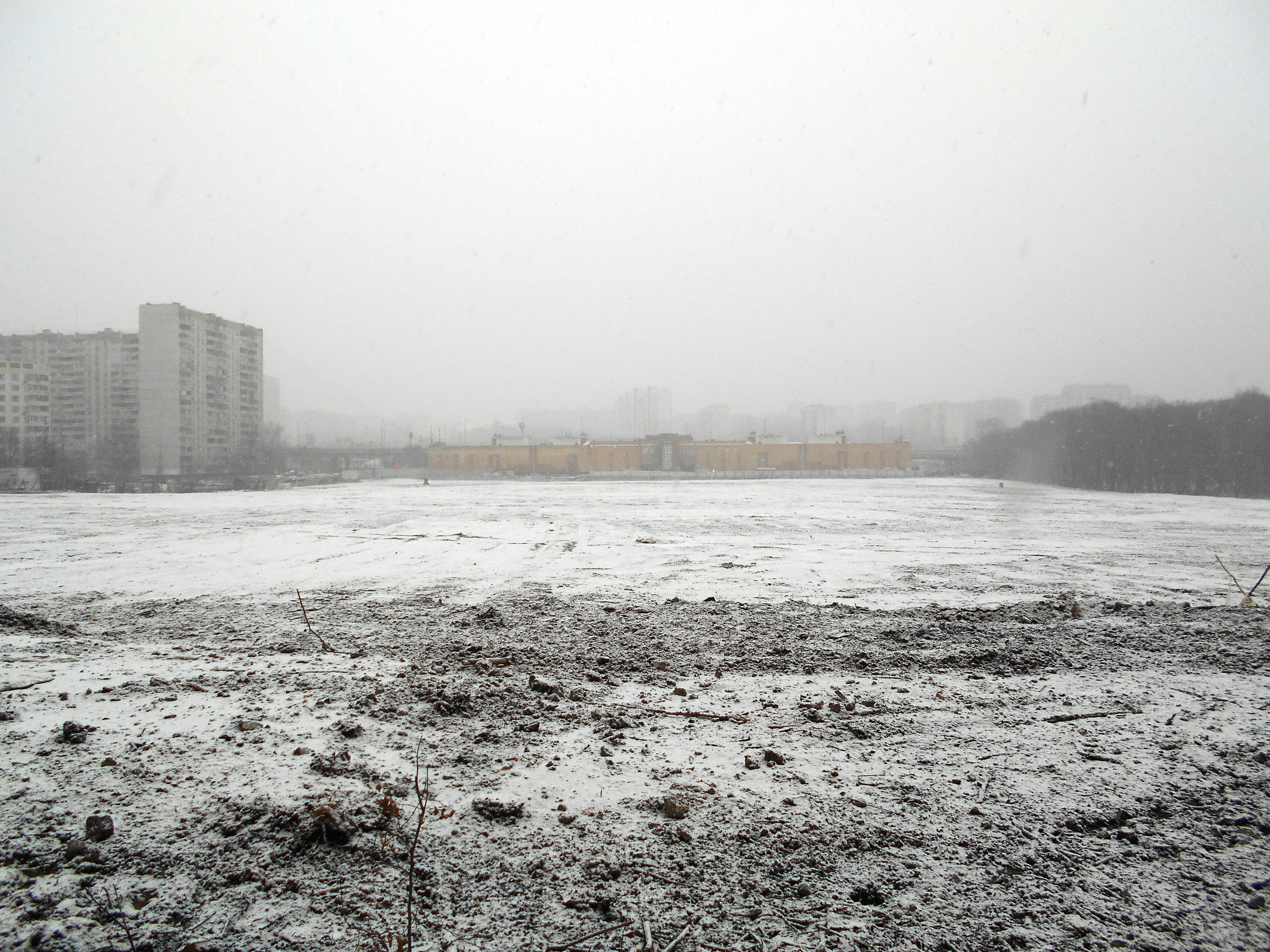
Место, где стояла Ховринская больница, 24 марта 2019 года

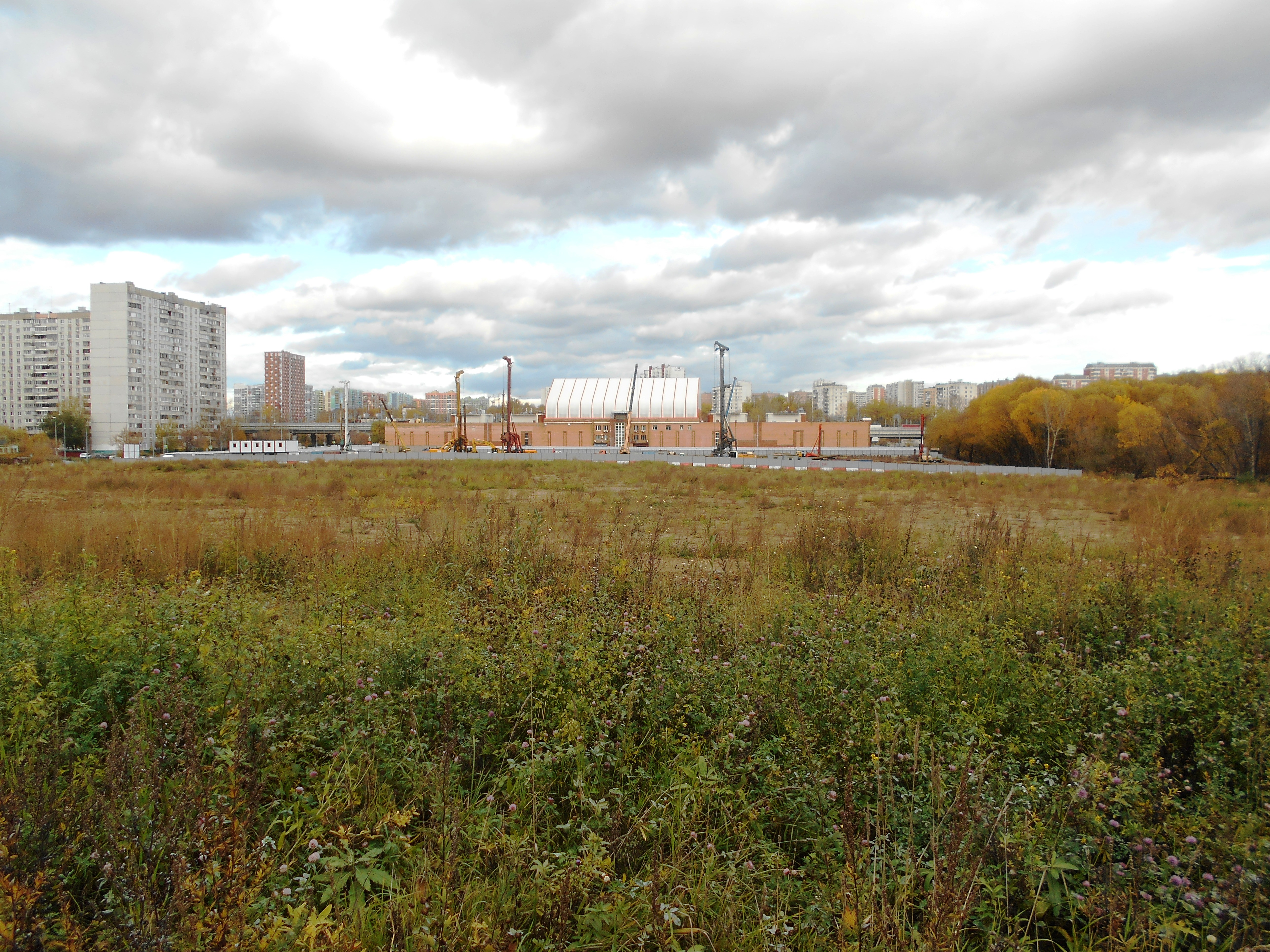
Место, где стояла Ховринская больница, 18 октября 2019 года

Информационный плакат у строительной площадки на месте ХЗБ, 18 октября 2019 года

Мосгосстройнадзор в июне 2012 года включил Ховринскую больницу в перечень объектов, строительство которых решено отменить. К тому моменту из-за длительного отсутствия ремонтных работ постройка не подлежала восстановлению: общая готовность объекта составляла 42 %, а износ — 65 %.
В декабре 2012 года город выставил на аукцион два недостроенных объекта и два земельных участка как единый объект приватизации по начальной цене в 1,8 млрд рублей. Однако в 2012—2013 годах торги дважды объявляли несостоявшимися — потенциальных инвесторов отпугнули затраты по сносу больницы. Уже в 2015 году Правительство Москвы озвучило планы в течение года самостоятельно снести объект и передать территорию инвестору для строительства нового здания медицинского назначения, о котором ещё в ноябре 2013-го говорил департамент здравоохранения Москвы в лице вице-мэра Леонида Печатникова.
В конце 2016 года было объявлено о сносе Ховринской больницы, территорию планировали застроить к 2020 году домами. В декабре было окончательно решено снести больницу за счёт городского бюджета и тогда же объявили, что вместо нового медучреждения на освободившейся территории построят жильё. К 2020 году на месте «Ховринки» должен был появиться микрорайон площадью 346 тысяч м², из которых жилая составила бы 294,1 тысяч м² и ещё 51,9 тысяч м² пришлось бы на коммерческую недвижимость. В домах предусмотрены одноуровневые подземные автостоянки.
В августе 2017 года мэр Москвы Сергей Собянин в ходе Московского урбанистического форума объявил, что территория Ховринской больницы может стать стартовой площадкой для возведения домов в рамках программы реновации. На строительство город потратит около 18—19 млрд рублей. Заместитель мэра столицы по вопросам градостроительной политики Марат Хуснуллин сообщил в ноябре 2017 года, что снос Ховринской больницы начнётся зимой 2017—2018 года. Демонтаж может занять до полугода. Стоимость этих работ тремя годами ранее оценивалась в 0,8—1 млрд рублей.
5 июня 2018 года глава столичного Стройкомплекса Марат Хуснуллин сообщил журналистам, что снос недостроенной Ховринской больницы «начнётся в ближайшие пару месяцев», однако до конца октября 2018 года никаких работ на территории больницы не начиналось.
В сентябре 2018 года на сайте госзакупок был опубликован тендер на снос сооружения с максимальной стоимостью работ 919 миллионов рублей. Подрядчик был определён 18 октября, все работы по демонтажу здания и подготовке территории, которая в дальнейшем будет использована для строения 200 тысяч м² жилья по программе реновации, должны быть закончены до 28 февраля 2019 года.
Снос больницы начался 23 октября 2018 года, раньше предполагаемого срока: условия конкурса на снос больницы, проведённого властями города, предполагали, что демонтаж начнётся в ноябре и займёт около трёх месяцев. Решение о досрочном начале работ по демонтажу было принято по просьбе компании-подрядчика — «СтройЭкоРесурс», выигравшей конкурс на снос больницы. К 2020 году на освобождённой территории планировалось построить четыре жилых дома.
6 ноября 2018 года стартовал основной этап сноса Ховринской больницы с помощью спецтехники. Верхние этажи 45-метрового здания больницы демонтировались с помощью двух эксклюзивных экскаваторов-разрушителей «КрашМаш» со стрелами длиной в 54 и 44 метра, оснащённых гидравлическими ножницами. При сносе были задействованы 50 человек и 26 единиц техники.
Снос здания планировалось завершить до конца ноября 2018 года, и к 20 ноября от больницы остался только подвал.
21 ноября 2018 года подрядчик полностью завершил работы по демонтажу конструкций здания Ховринской больницы. От строительного мусора, объёмом 100 000 м³, он пообещал освободить площадку до конца февраля 2019 года, и в марте 2019 года место, где находилась больница, представляло собой чистое поле (см. фото).
6 февраля 2019 года работы по извлечению фундаментов здания больницы завершены, произведена обратная засыпка грунта, на объекте завершаются работы по организации рельефа.
| - Основной этап сноса Ховринской больницы, начавшийся 6 ноября 2018 года. |

## Архитектура

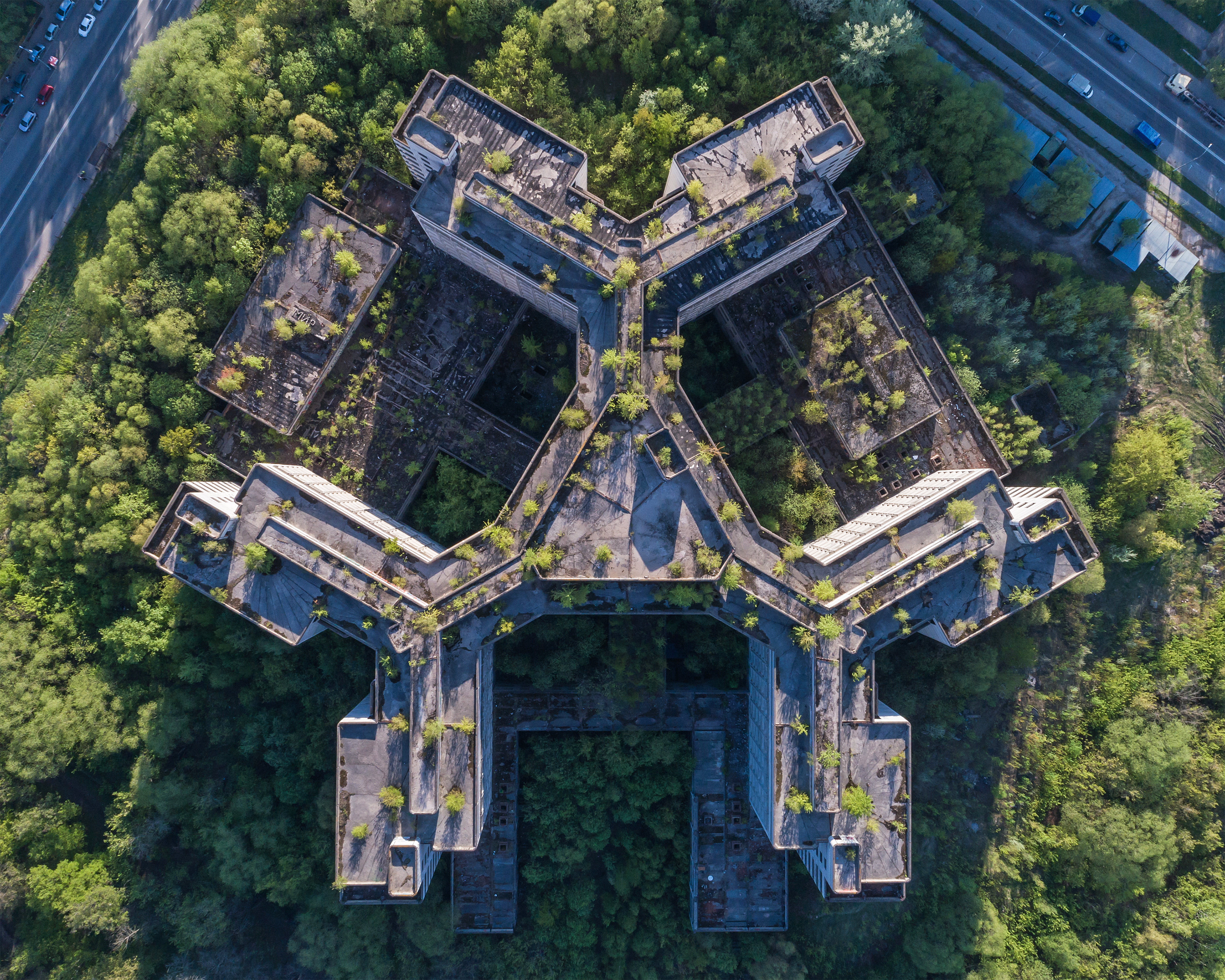
Вид здания сверху, 2017 год

Больница была выполнена в виде трёхлучевой звезды с разветвлениями на концах. Три крыла здания сходились посередине, боковые части образовывали три двора, занятых пристройками.
Больница, рассчитанная на 1300 мест, была решена в двух корпусах с трёхуровневой крышей. Больница была построена в стиле брутализма, для которого характерны массивность, использование железобетона и грубые формы. Рядом с основным корпусом находилось здание патологоанатомического отделения. Из-за незавершённости стройки в некоторых местах на протяжении трети века отсутствовали фрагменты стен и межэтажные перекрытия, подвалы здания были затоплены.
Из-за формы, напоминающей знак биологической опасности, здание получило прозвище «Амбрелла» (по вымышленной корпорации из серии игр Resident Evil, часто использовавшей этот знак).

## После сноса

Стройка на месте ХЗБ, 23 декабря 2020

По информации на октябрь 2019 года, на месте снесённых корпусов ХЗБ правительство Москвы запланировало строительство высотных домов по программе реновации. Местные жители категорически против. Они выступают за социально-культурный проект «Ховринка» — предполагается восстановить пруд, парк вокруг него, построить каток, библиотеку и другие сооружения.
По состоянию на ноябрь 2020 года, на месте снесённой больницы идёт строительство жилого комплекса, которое, по словам заместителя мэра по вопросам градостроительной политики и строительства Андрея Бочкарёва, планируют завершить через 2,5 года.
По состоянию на май 2021 года на месте снесённой больницы ведётся строительство «четырёх жилых корпусов».
В 2022 году было завершено строительство первого жилого дома на месте ХЗБ: пятисекционное здание переменной этажностью от 14 до 32 этажей на 1036 квартир общей площадью свыше 117 тыс. м² (жилая площадь — 74,3 тыс. м²) с подземной парковкой на 160 машин. На 4-й квартал 2024 года был запланирован ввод в эксплуатацию II очереди жилого комплекса «Мой Адрес На Клинской».

## В культуре
- В 2015 году режиссёр Сергей Кузнецов начал съёмки полнометражного фильма про Ховринскую больницу «Ховрино. Блог из преисподней». Премьера картины была запланирована на март 2017 года[43][44], позднее — на июль 2017 года[45], но в итоге фильм был полностью отменён из-за того, что кинокомпания "КиноЕсть", снимавшая фильм, развалилась и перестала существовать.
- Ховринская больница подробно описана как место, где возрождается древнее Зло, в постапокалиптической повести Д. Силлова и С. Степанова «Кремль 2222. Ховрино»[46].
- ХЗБ является местом действия книги «Край чудес» Ольги Птицевой[47].